# Abd-al-Mussàïr (nom)
Abd-al-Mussàïr és un nom masculí teòfor àrab islàmic (àrab: عبد المسعر, ʿAbd al-Musaʿʿir) que literalment significa ‘Servidor de Qui taxa’, essent «Qui taxa» un atribut de Déu. Si bé Abd-al-Mussàïr és la transcripció normativa en català del nom en àrab clàssic, també se'l pot trobar transcrit Abdul Mosaair, 'Abdul Mos'a'air... normalment per influència de la pronunciació dialectal o seguint altres criteris de transliteració. Com a teòfor, també el duen musulmans no arabòfons que l'han adaptat a les característiques fòniques i gràfiques de la seva llengua.